# أندرسون ساليس
أندرسون ساليس (بالبرتغالية: Anderson Aparecido Salles‏) هو لاعب كرة قدم برازيلي في مركز الدفاع، ولد في 16 فبراير 1988 في Araçariguama ‏ في البرازيل. لعب مع أتلتيكو يوفنتوس وريد بل براغانتينو ونادي إيتوانو ونادي سانتوس ونادي غوياس ونادي فاسكو دا غاما.

## وصلات خارجية
- أندرسون ساليس على موقع قاعدة بيانات كرة القدم.إي يو (الإنجليزية)
- أندرسون ساليس على موقع Soccerway.com (الإنجليزية)